# Keh (ort i Iran)
Keh (persiska: که) är en ort i Iran.   Den ligger i provinsen Östazarbaijan, i den nordvästra delen av landet, 400 km nordväst om huvudstaden Teheran. Keh ligger 1 302 meter över havet och antalet invånare är 166.
Terrängen runt Keh är platt åt sydväst, men åt nordost är den kuperad. Terrängen runt Keh sluttar söderut. Runt Keh är det ganska glesbefolkat, med 40 invånare per kvadratkilometer. Närmaste större samhälle är Tark, 12,6 km nordost om Keh. Trakten runt Keh består i huvudsak av gräsmarker.